# Francesco Faà di Bruno
Francesco Faà di Bruno (Alexandria, 29 tháng 3 năm 1825 - Turin, 27 tháng 3 năm 1888) là một sĩ quan, nhà toán học và linh mục Ý. Sau khi phục vụ trong quân đội Savoy, ông trở thành giáo sư toán học tại trường đại học và học viện quân sự của Turin. Ông đã công bố các nghiên cứu quan trọng về các lý thuyết loại bỏ và bất biến và các hàm elip. Sau đó ngài được thụ phong linh mục và thành lập Nhà hát Opera Santa Zita, Các Bộ trưởng của Đức Mẹ Đứng và một trường học ở Turin với một trường trung học hiện nay là Liceo Faà di Bruno. Ông được phong chân phước bởi Đức Giáo hoàng Gioan Phaolô II trong 25 tháng 9 năm 1988.

## Tiểu sử
Faà di Bruno sinh ngày 29 tháng 3 năm 1825 ở Alessandria, lúc đó thuộc Vương quốc Sardinia. Ông là con thứ mười và là con cuối cùng của Luigi, Marquis of Bruno, và Carolina Sappa của Milanese. Em trai của thuyền trưởng trong tương lai của tàu Emilio Faà di Bruno, đến từ một gia đình Piedmontese cao quý. Tên đầy đủ của ông là Francesco da Paola, Virginio, Secondo, Maria. Ông được nuôi nấng trong một gia đình hạnh phúc, nghệ thuật và mối quan tâm cho người nghèo phát sinh từ đức tin Công giáo mạnh mẽ của cha mẹ. Năm 1834, lúc 9 tuổi, mẹ của ông qua đời. Năm 1836 ông bước vào trường đại học của Somaschi cha ở Novi Ligure. Năm 1840, ông gia nhập học viện quân sự của Turin.

## Binh nghiệp
Sau khi tham dự Học viện Quân sự, ông được chỉ định là người chính thức phân biệt mình trong các nghiên cứu địa lý và trong việc thực hiện bản đồ. Năm 1848 - 49, ông tham gia Chiến tranh Ý Độc lập đầu tiên. Ông đã chiến đấu trong Peschiera và bắt đầu khảo sát các vùng Lombardy rằng ' Piedmontese quân đội vượt qua, điều này cho phép ông thực hiện lớn thẻ Mincio, mà sau đó đã rất hữu ích cho các Piedmont trong chiến tranh Độc lập trong năm 1859 góp phần vào sự chiến thắng trong Trận Solferino và San Martino. Năm 1849, ông được thăng lên làm Đại úy Tổng tham mưu. Anh ta bị thương trong trận chiến tại Novara. Ông đã nhận được một trang trí cho hành vi của mình trong trận chiến. Được lựa chọn bởi Vittorio Emanuele II làm gia sư cho các em, ông đã đi đến Paris, tại Sorbonne, vì vậy ông có thể làm sâu sắc thêm các nghiên cứu toán học và thiên văn học và chuẩn bị đầy đủ cho công việc giao cho ông. Ông đã có được giấy phép trong khoa học toán học năm 1851. Sau sự từ chối của mình để chống lại một cuộc đấu tay đôi với một sĩ quan người đã làm điều sai trái, người khẳng định rằng ông không thể có được một mức độ thay vì một giấy phép đơn giản, sau khi nghỉ thu được trong năm 1853, ông trở lại đại học Sorbonne, kiếm một mức độ trong khoa học toán học và thiên văn, do đó chiến thắng, theo cách riêng của mình, thách thức của mình để đấu tranh. 

## Sự nghiệp khoa học
Năm 1855 ông bắt đầu làm việc tại Đài quan sát Quốc gia Pháp dưới sự chỉ đạo của Urbain Le Verrier. Năm 1857, ông bắt đầu giảng dạy tại Đại học Turin Toán học và Thiên văn học. Kể từ đó ông không bao giờ ngừng giảng dạy, đặc biệt là ở trường đại học mà còn trong Học viện Quân sự và trong Liceo Faà di Bruno. Đối với những tranh cãi giữa thế giới Công giáo và Nhà nước Ý, trong giai đoạn chống chiến tranh đó, ông không bao giờ được bổ nhiệm làm giáo sư bình thường. Ông được chỉ định làm giáo sư phi thường vào năm 1876. Nội dung các khóa học của ông nằm trong các khu vực bất thường: ví dụ, lý thuyết loại trừ,lý thuyết bất biến và các hàm elip. Ông xuất bản nhiều luận văn và hồi ký. Năm 1859 ông xuất bản ở Paris, tiếng Pháp, Théorie générale de l'élimination, trong đó ông đã được công thức, mà ông lấy tên, của các n-deriv của một hợp chất chức năng. Tuy nhiên, tên của ông trong toán học được liên kết trên tất cả các luận về lý thuyết của các hình thức nhị phân. Ông cũng cống hiến mình cho kỹ thuật và là một nhà phát minh cũng như các công cụ khác nhau để nghiên cứu khoa học trong năm 1856 ở phía trước của mù lòa của chị gái (Marie Louise) thiết kế và cấp bằng sáng chế một văn bản cho người khiếm thị, trao một huy chương bạc tại ' Triển lãm quốc gia các sản phẩm của ngành công nghiệp năm 1858. Năm 1878, sau đó, cảm thấy cần phải đánh dấu thời gian trong ngày, ông đã được cấp bằng sáng chế một đồng hồ báo thức điện. Ông cũng phát minh ra một phong vũ biểu với thủy ngân. Ông đã thực hiện các phép tính xây dựng và theo sau việc xây dựng tháp chuông của nhà thờ Nostra Signora del Suffragio và Santa Zita ở Turin, đôi khi được gọi là nhà thờ Santa Zita, cộng tác với Arborio Mella, người đã thiết kế nhà thờ như một tổng thể. Vào thời điểm đó, nó là toà nhà cao thứ hai trong thành phố sau Mole: trên 80 m. Lý do tại sao ông muốn làm cho công việc này là hoàn toàn xã hội. Anh ta muốn ngăn cản công nhân và công nhân của thành phố không bị lừa dối về giờ làm việc và đã tính rằng một chiếc đồng hồ có đường kính 2 mét, đặt trên các mặt khác nhau của tháp chuông cao 80 mét, có thể nhìn thấy được ở hầu hết thành phố và tự do có thể tiếp cận được với mọi người. Một người đàn ông của đức tin. Đĩa đặt ở Turin, qua San Donato Ông luôn là một người có đức tin. Trong khoảng thời gian mà ông là một quân nhân, ông đã viết một cuốn Cẩm nang cho Lính Anh. Ông đã sống một cách không thoải mái lòng ham muốn yêu nước của mình để thấy nước Ý thống nhất, đối mặt với hệ tư tưởng phản chiến đã thâm nhập vào sự hiện thực cụ thể của nó. Là một nhà khoa học, ông luôn luôn làm chứng để tìm ra sự hài hòa tuyệt đối giữa khoa học và đức tin. Là một người yêu âm nhạc, ông đã xuất bản một tạp chí âm nhạc thiêng liêng: nhà thờ Công giáo. Bản thân ông đã sáng tác những giai điệu thiêng liêng mà tính đơn giản và ý nghĩa hòa bình đã được Franz Liszt đánh giá cao. Ông thành lập trường ca hát chủ nhật thường xuyên của những phụ nữ phục vụ mà ông đã dành rất nhiều công việc của mình. Vào thời điểm đó, tình hình phụ nữ phục vụ rất khó chịu, không nói là suy thoái: bóc lột lao động, nghèo đói, lề xã hội là thứ tự trong ngày. Thường thì phụ nữ vẫn còn mang thai và do đó bị đưa ra khỏi gia đình. Ông đã tiến hành một mạng lưới các hoạt động để giúp đỡ những người này: một trong những tổ chức mà ông thành lập là nhà bảo tồn các bà mẹ đơn thân. Nền tảng trung tâm của hoạt động này là Nhà hát Santa Zita được thành lập vào năm 1859. Ông mở một trường cao đẳng chuyên nghiệp với các khóa tu mùa hè ở Benevello d'Alba. Việc xây dựng nhà thờ Our Lady of Quyền đi bầu cử, bắt đầu từ năm 1868 ở quận San Donato (các Borgo), đã phục vụ công tác đó. Một nhóm ni cô được sinh ra: Minima di Nostra Signora del Suffragio. Cung cấp các thỉnh sinh capes đầu tiên bước vào năm 1869, nhưng các ngành nghề trọng đầu tiên chỉ có thể xảy ra trong năm 1893, sau khi ông chết, bởi vì nó là cần thiết để chờ đợi sự công nhận chính thức của Giáo hội, trong mức độ thứ bậc của nó, ban đầu ông bày tỏ một số sự cảnh giác. Ông là bạn của Don Bosco, người đã làm việc tại Turin trong cùng thời kỳ đó. Vào ngày 22 tháng 10 năm 1876, ông được thụ phong linh mục. Ngài cũng muốn lễ phong chức này để theo dõi việc niêm phong các nữ tu tốt hơn. Xung quanh giáo hội đã xuất hiện một số công trình, bao gồm - kể từ năm 1868 - một khu phức hợp trường học vẫn còn tồn tại, với một trường trung học hiện nay là Liceo Faà di Bruno. Chết và phong chân phước Urn có chứa các phần còn lại của Phanxicô Phanxicô và tượng trưng tượng trưng cho ông trong nhà nguyện bên của nhà thờ Nostra Signora del Suffragio và Santa Zita, dành cho ông Anh ta chết đột ngột vì nhiễm trùng đường ruột, ngay sau khi Don Bosco. Ngay lập tức nó đã có một danh tiếng về sự thánh thiện. Ông được công nhận là phước năm 1988, vào năm trăm năm ông qua đời. Ngày 27 tháng 3 là ngày được thành lập để tưởng niệm phụng vụ của người được ban phước, người bảo trợ cho Quân đoàn Kỹ sư của quân đội Ý (trước đây là Bộ Tư pháp). Những xác chết của ông được chôn trong một cái hũ lộ ra trước bức tranh tường, trong nhà nguyện bên cạnh của nhà thờ Nostra Signora del Suffragio và Santa Zita.

## Bảo tàng
Tọa lạc tại Turin, gần nhà thờ Đức Mẹ dân đủ chứa chín phòng một bộ sưu tập các công cụ khoa học ông đã sử dụng hoặc phát minh ra một thư viện khoa học phong phú và một bộ sưu tập của lễ phục trong đó một chén tặng bởi Đức Giáo hoàng Piô IX tại ' phối của Francesco Faa di Bruno.